# Rhythm on the River
Rhythm on the River ist ein US-amerikanischer Spielfilm von 1940. Regie führte Victor Schertzinger. Oliver Courtney (Basil Rathbone) beschäftigt je einen Ghostwriter für Komposition und Text. Als Bob Summers (Bing Crosby) und Cherry Lane (Mary Martin) aufeinandertreffen, sich ineinander verlieben, ihre Arbeit zusammenlegen und unter eigenem Namen Songs schreiben wollen, wirft man ihnen vor, Oliver Courtney zu imitieren.

## Handlung
Als der gefeierte Komponist und Texter Oliver Courtney einer Schreibblockade zum Opfer fällt, engagiert er jeweils einen Ghostwriter für Komposition und Text. Die Melodien schreibt ihm der von ihm entdeckte Einsiedler Bob Summers, der bei seinem Onkel Caleb in Tarrytown lebt, die Texte stammen von Cherry Lane. Beide mussten unterschreiben, dass sie der strengsten Geheimhaltung unterliegen, was ihre Arbeit betrifft. Cherry zieht es deshalb an einen ruhigen Ort, wo sie in Ruhe Texte schreiben kann und, wie der Zufall es so will, landet sie im Hotel von Bob Summers Onkel Caleb in Tarrytown. Dort trifft sie dann auch auf Bob. Keiner weiß vom anderen, dass sie denselben Auftraggeber haben. Da beide die Musik lieben, beginnen sie zusammen zu komponieren und texten und fühlen sich immer mehr zueinander hingezogen. Ihr erstes Gemeinschaftswerk, wie sie annehmen, ist das Lied Only Forever. Als sie herausfinden, dass sie beide für Courtney tätig sind, fassen sie den Entschluss, nun in eigener Regie zu arbeiten und ihre Songs unter ihrem eigenen Namen zu vermarkten. Das stellt sich jedoch schwieriger dar, als vermutet, denn  Verlag um Verlag lehnt ihre Songs ab mit der Begründung, dass sie den Courtney-Stil kopieren würden. Als sie bei Westlake Musik vorsprechen, hört der Orchesterleiter John Scott Trotter Cherry singen und bietet ihr einen Job in seiner Band an. Da sie erneut eine Absage für ihre Kompositionen bekommen, rät Bob Cherry zu, Trotters Angebot anzunehmen. Um sich ein entsprechendes Kleid für ihren Auftritt kaufen zu können, leiht sich Cherry von Courtney 200 Dollar und überlässt ihm als Sicherheit Bobs und ihr Lied Only Forever.
Als Courtney von dem Broadway-Produzenten Charlie Goodrich unter Druck gesetzt wird, seinen Vertrag zu erfüllen und die versprochene Musik zu liefern, gibt Courtneys Assistent Charlie Starbuck Goodrich die Noten des Songs Only Forever. Goodrich reicht ihn weiter an Trotter, der ihn wiederum Cherry gibt, die den Song singen soll. Die junge Frau glaubt nun, dass Bob sie verraten habe. Zum Glück erzählt Courtney Cherry wie es wirklich war und gesteht auch ein, dass Bob und Cherry bereits in der Vergangenheit für ihn gearbeitet haben.

## Produktion und Hintergrund
Die Dreharbeiten für den Film begannen Anfang Mai 1940. Am 29. August 1940 hatte Rhythm on the River Premiere in New York. Am 6. September 1940 startete er dann allgemein in den Kinos der USA.
Der Arbeitstitel des Films war Ghost-Music. Laut einer Nachricht im Filmmagazin The Hollywood Reporter ersetzte Karl Struss den während der Dreharbeiten erkrankten Kameramann Ted Tetzlaff. John Scott Trotter war zur damaligen Zeit ein beliebter Orchesterleiter. Für den Komponisten und Konzertpianisten Oscar Levant war dies sein zweiter Film als Schauspieler. Seinen ersten Film The Dance of Life (dt. Titel Artisten) drehte er 1929 für Paramount Pictures.

## Musik im Film
– wenn nicht anders angegeben Musik: James V. Monaco, Text: Johnny Burke –
- I Don’t Want to Cry Anymore

geschrieben von Victor Schertzinger, gesungen von Mary Martin
- Ain’t It a Shame About Mame – gesungen von Mary Martin
- Only Forever – gesungen von Bing Crosby allein und von Mary Martin und Bing Crosby zusammen
- Rhythm on the River – gesungen von Bing Crosby
- When the Moon Comes Over Madison Square Garden – gesungen von Bing Crosby
- What Would Shakespeare Have Said? – gesungen von Bing Crosby
- That’s for Me – gesungen von Mary Martin und auch von Lillian Cornell
- Tiger Rag – gespielt von Wingy Manone und seiner Band

Musik: Edwin B. Edwards, Nick LaRocca, Tony Sbarbaro, Henry Ragas und Larry Shields

## Kritik
Bosley Crowther von der New York Times sprach von einem der liebenswertesten musikalischen Filme der Saison, bezog sich auf Bing Crosbys freimütige und unschuldsvoll gespielte Gleichgültigkeit, die schön anzusehen sei. Auch vermittle das Betrachten von Miss Martin ein behagliches Gefühl und die schönen Lieder, die sie singe, seien durchaus schmackhaft. Erwähnt wurden auch die weiteren Hauptdarsteller in ihren Rollen mit überwiegend positiven Worten. Die Kritik schließt damit, dass der Film sich langsam ins Gemüt schleiche und man sich dann irgendwie wohl fühle.
Die United States Conference of Catholic Bishops fasst ihr Urteil in dem Satz zusammen: Quietschend-heitere Musik mit einer durchaus bezaubernden Romanze.

## Auszeichnungen
1941 wurden James V. Monaco und Johnny Burke für ihren für Rhythmen on the River geschriebenen Song Only Forever in der Kategorie „Bester Song“ für den Oscar nominiert. Die Auszeichnung ging an Leigh Harline und Ned Washington für When You Wish Upon A Star aus dem Zeichentrickfilm Pinocchio.